# Hildegarde Kneeland
Hildegarde Kneeland, född 10 juli 1889, död 15 september 1994, var en amerikansk ekonom och statistiker, känd för sin forskning inom tidsplanering.
Hon var USA:s delegat till Pan-Pacific Women's Conference 1934. 